# بخش هوربی
بخش هوربی (به سوئدی: Hörby kommun) یک ناحیه شهری در سوئد است که در شهرستان اسکونه واقع شده‌است.

## خواهرخوانده
شهر Gmina Pyrzyce خواهرخواندهٔ بخش هوربی هست.